# Берарий (архиепископ Нарбона)
Берарий (лат. Berarius, фр. Beraire; умер не ранее 844) — архиепископ Нарбона (842 — не ранее 844).

## Биография
О происхождении и ранних годах жизни Берария сведений в исторических источниках не сохранилось. Первые свидетельства о нём относятся к 842 году, когда он по повелению правителя Западно-Франкского государства Карла II Лысого был избран главой Нарбонской митрополии. По свидетельству Флора Лионского, Берарий стал преемником архиепископа Варфоломея, вступившего в конфликт с франкским монархом и лишённого своего сана с многочисленными нарушениями церковных канонов. Как глава Нарбонской митрополии Берарий уже 13 декабря 842 года присутствовал на свадьбе Карла Лысого с Ирментрудой в Кьерзи.
В 844 году во время пребывания Карла II Лысого в Тулузе Берарий получил для Нарбонской архиепархии две дарственных хартии. В первой (от 12 июня) архиепархии передавалось селение Сессерас. Во второй (от 20 июня) Берарий получал от короля подтверждение прав на все владения Нарбонской архиепархии, а также право иммунитета от действий светских властей. Тогда же Карл II Лысый дал дарственную хартию и аббатству Сен-По, находившемуся на территории Нарбонской архиепархии.
В том же 844 году предшественник Берария, Варфоломей, в Риме просил папу римского Сергия II восстановить его на нарбонской кафедре, но так и не получил положительного ответа.
Архиепископ Берарий Нарбонский упоминается в «Хартии Алаона», данной королём Карлом II Лысым в Компьене 30 января 845 года. Здесь Берарий назван одним из инициаторов издания этого документа. Однако многие историки высказывают серьёзные сомнения в достоверности этого юридического акта, считая его позднейшей фальсификацией.
О дальнейшей судьбе Берария ничего не известно. Следующим нарбонским архиепископом был Фредольд, первое свидетельство о котором относится к 849 году.